# Rethymnon (periferie-district)
Rethymnon (Grieks: Ρέθυμνο) was een van de 51 departementen van Griekenland, en een van de vier departementen van de regio en het eiland Kreta. Vanaf 2011 is het alleen nog een regionale entiteit zonder eigen bestuur. De hoofdstad is de stad Rethymnon.
In het departement wonen 81.936 inwoners (2001). Het bedekt een deel van het middenstuk van het eiland, ten westen van de hoofdstad Iraklion. In het gebied bevinden zich bekende kloosters als het Arkadi-kloostr en Preveliklooster, en een deel van het Idagebergte met het hoogste punt van Kreta, de berg Ida Psiloritis (2456 meter). Een andere bezienswaardigheid is de Kourtaliotikokloof, die bij het palmenstrand van Preveli uitmondt in de Libische Zee.
De belangrijkste inkomsten komen uit het toerisme. Daarnaast is landbouw belangrijk.

## Bestuurlijk
Het departement Rethymnon is verdeeld in vier provincies; Rethymnon (met hoofdstad Rethymnon), Mylopotamos (met hoofdstad Perama), Agios Vassilios (met hoofdstad Spili) en Amari (met hoofdstad Amari).
De vier provincies zijn onderverdeeld in in totaal twaalf gemeenten. De twaalfde gemeente ontstond in 2006, nadat Zoniana afgesplitst werd van Anogia toen inwoners van Zoniana de gemeenteraadsverkiezingen dreigden te boycotten.

## Plaatsen[2]
Door de bestuurlijke herindeling (Programma Kallikrates) werden de departementen afgeschaft vanaf 2011. Het departement “Rethymnon” werd een regionale eenheid (perifereiaki enotita). Er werden eveneens gemeentelijke herindelingen doorgevoerd, in de tabel hieronder “GEMEENTE” genoemd.

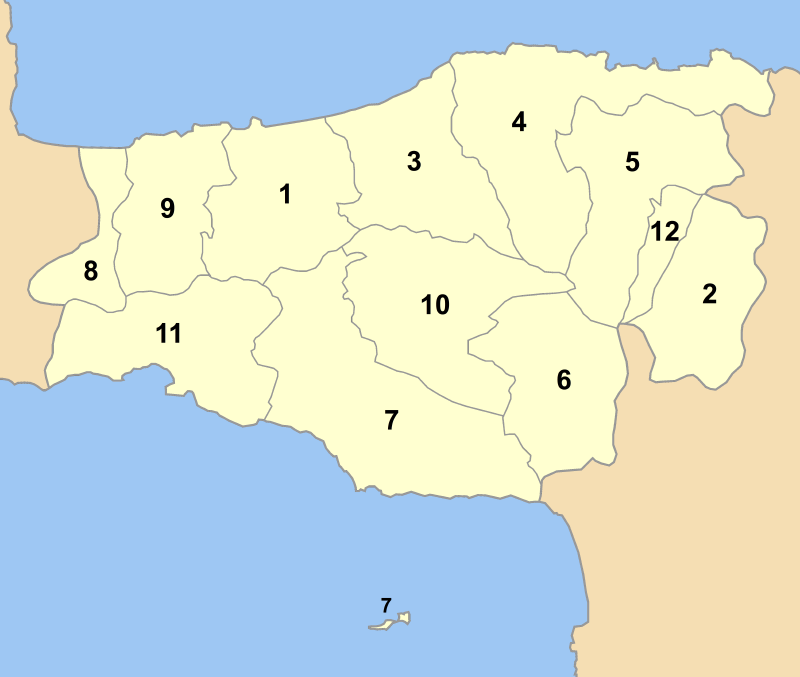

| NR | Plaats          | Hoofdplaats (vroeger) | Postcode | GEMEENTE        | Hoofdplaats van de gemeente |
| -- | --------------- | --------------------- | -------- | --------------- | --------------------------- |
| 1  | Rethymnon       |                       | 741 00   | Rethymnon       | Rethymnon                   |
| 2  | Anogeia         |                       | 740 51   | Anogeia         | Anogeia                     |
| 3  | Arkadi          | Adele                 | 741 00   | Rethymnon       | Rethymnon                   |
| 4  | Geropotamos     | Perama                | 740 52   | Mylopotamos     | Perama                      |
| 5  | Kouloukonas     | Garazo                | 740 54   | Mylopotamos     | Perama                      |
| 6  | Kourites        | Fourfouras            | 740 62   | Amari           | Agia Foteini                |
| 7  | Lampi           | Spili                 | 740 66   | Agios Vasileios | Spili                       |
| 8  | Lappa           | Episkopi              | 740 55   | Rethymnon       | Rethymnon                   |
| 9  | Nikiforos Fokas | Gonia                 | 741 00   | Rethymnon       | Rethymnon                   |
| 10 | Syvritos        | Agia Foteini          | 740 61   | Amari           | Agia Foteini                |
| 11 | Foinikas        | Plakias               | 740 60   | Agios Vasileios | Spili                       |
| 12 | Zoniana         | Zoniana               | 28340    | Mylopotamos     | Perama                      |

### Andere plaatsen
- Agia Galini
- Armeni
- Bali
- Mirthios
- Panormos